# آنتاراشن
آنتاراشن (به ارمنی: Անտառաշեն) یک روستا در ارمنستان است که در استان لوری واقع شده‌است. در ۱۲ کیلومتری جنوب شرقی وانادزور، مرکز استان لوری واقع شده‌است.

## خصوصیات
آنتاراشن ۲۲۶ نفر جمعیت دارد و ۱٬۹۰۰ (یا ۱۸۸۰) متر بالاتر از سطح دریا واقع شده‌است.
| سال   | ۱۹۷۰ | ۱۹۷۹ | ۲۰۰۱ | ۲۰۰۴ |
| جمعیت | ۱۷۳  | ۴۴۳  | ۲۵۴  | ۲۳۳  |